# Содонга
Содонга (Саданга) — река в России, протекает по Верхнетоемскому району Архангельской области. Длина реки составляет 32 км, площадь водосборного бассейна — 327 км².
Начинается при слиянии рек Летняя и Зимняя. Течёт по лесистой местности, в верховьях — на северо-запад, затем в юго-западном направлении. Ширина реки в среднем течении — 15 метров, глубина — 0,5 метра. В низовьях на реке стоят деревни Федотовская, Прошинская, Ореховская, Михеевская, Исаковская, Васюковская, Матюковская и Козоватовская. Устье реки находится в 13 км по правому берегу реки Ёрга.

## Данные водного реестра
По данным государственного водного реестра России относится к Двинско-Печорскому бассейновому округу, водохозяйственный участок реки — Северная Двина от впадения реки Вычегда до впадения реки Вага, речной подбассейн реки — Северная Двина ниже места слияния Вычегды и Малой Северной Двины. Речной бассейн реки — Северная Двина.
Код объекта в государственном водном реестре — 03020300112103000026886.

## Притоки
- Зимняя
- Летняя